# 수막알균 질환
수막알균 질환(meningococcal disease; 수막구균 질병)은 수막염균('수막알균'이라고도 함)이라는 세균에 의해 발생하는 감염을 설명한다.

## 종류

### 수막알균혈증
수막알균혈증(meningococcemia, 수막구균혈증)

#### 전격 수막알균혈증
전격 수막알균혈증(fulminant meningococcemia, 전격성 뇌수막균혈증). 멀쩡해 보이다가 수시간 내 사망 할 수도 있다.

### 수막알균 수막염
수막알균 수막염(meningococcal meningitis, 수막구균 수막염)

## 징후 및 증상

### 수막알균 수막염
초기 증상은 독감과 비슷하며 다음과 같은 증상을 보인다.
- 목 굳음, 고열, 발진
- 심한 두통, 구토, 자반, 눈부심, 오한
- 정신 상태 변화, 발작
- 피부 병변: 50% 자반, 일혈

사망률: 10-85%

## 치료

### 수막알균 수막염 치료
척추천자로 확인 전에 임상진단으로 항생제 투여.

## 같이 보기
- 심내막염
- 병원성 세균
- 뇌수막염 백신